# Marine Luchtvaartdienst
La Marine Luchtvaartdienst, citata anche come Marine-Luchtvaartdienst nella bibliografia anglofona ed abbreviata con MLD, fu la componente aerea della Koninklijke Marine, la marina militare dei Paesi Bassi dal 1917, anno della sua fondazione, al 2008, anno in cui a seguito di una riorganizzazione delle Forze armate olandesi fu integrata nel nuovo Defensie Helikopter Commando (DHC) direttamente alle dipendenze del Commando Luchtstrijdkrachten (CLSK).

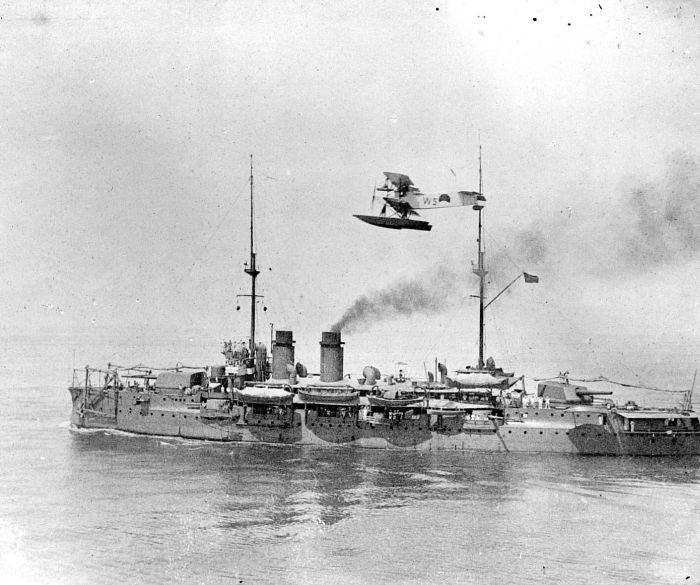
La corazzata costiera Hr. Ms. De Zeven Provinciën, unità della Koninklijke Marine, fotografata mentre operava nello stretto di Malacca viene sorvolata da un idrovolante Van Berkel W-A della MLD.